# Ishokudogen
Ishokudogen (医食同源) est une expression japonaise signifiant que tout aliment est une forme de médicament. C'est une expression utilisée à Okinawa, au sud du Japon, région influencée par la gastrothérapie (zh) (en chinois, 食疗 / 食療, shíliáo ou 药膳 / 藥膳, yàoshàn, yakugen (薬膳)), vision chinoise de la cuisine et de la médecine, pendant le royaume de Ryūkyū. Elle est donc un élément important de la cuisine d'Okinawa.